# Резолюция 190 на Съвета за сигурност на ООН
Резолюция 190 на Съвета за сигурност на ООН е приета на 9 юни 1964 г. по повод възобновяването на съдебния процес в Ривония срещу ръководителите на Африканския национален конгрес в Южноафриканската република.
Като припомня предишни резолюции на Общото събрание и на Съвета за сигурност, които неколкократно приканват южноафриканското правителство да прекрати всички процеси срещу членове на движението срещу апартейда и да освободи всички политически затворници, Резолюция 190 изразява сериозното безпокойство на Съвета за сигурност, че възобновяването на процеса в Ривония и евентуалното произнасяне на присъди, включващи наказания като дългосрочно лишаване от свобода или смъртно наказание, може да доведе до сериозно влошаване на ситуацията в Южна Африка.
Изразявайки разочарованието си от отказа на южноафриканското правителство да изпълни призива на генералния секретар от 27 март 1964 г., с Резолюция 190 Съветът за сигурност призовава южноафриканското правителство:
- да отмени екзекуциите на лица, осъдени заради действия, които са резултат от борбата им срещу апартейда;
- да прекрати всички съдебни процеси, повдигнати по силата на законите на апартейда;
- да амнистира всички лица, които вече са затворени, интернирани или подложени на друг вид ограничения заради съпротивата им срещу апартейда, и в частност тези от тях, които са обвиняеми по ривонийския процес.

В последната част на Резолюция 190 Съветът за сигурност приканва всички държави да използват влиянието си, за да принудят правителството на Южна Африка да изпълни постановленията на резолюцията.
Резолюция 190 е приета с мнозинство от седем гласа „за“, като четирима от членовете на Съвета гласуват „въздържали се“ – Бразилия, Франция, Обединеното кралство и Съединените щати.